# غريتا ياكسلي
غريتا ياكسلي (بالإنجليزية: Greta Yaxley)‏ فتاة أسترالية ولدت في 3 مايو 2000 في برث، أستراليا فازت بلقب ماستر شيف أستراليا السلسلة الثانية في عام 2011.